# Tir amb arc als Jocs Olímpics d'estiu de 1900 - Sur la Perche à la Pyramide
La competició de Sur la Perche à la Pyramide va ser una de les proves de tir amb arc dels Jocs Olímpics de París de 1900. La prova es disputà entre el 15 i el 16 de juliol de 1900.
Sols es coneix el nom dels tres primers classificats. També es desconeix el nombre exacte de participants en aquesta prova. Com a molt foren 129, que és el nombre total d'arquers que van prendre part en les dues proves d'à la perche, però es desconeix si molts d'aquests arquers van participar en les dues proves o sols en una d'elles.

## Medallistes
| Or             | Plata             | Bronze        |
| Émile Grumiaux | Auguste Serrurier | Louis Glineux |

## Resultats
| Posició | Arquer              |
| ------- | ------------------- |
| Or      | Émile Grumiaux      |
| Plata   | Auguste Serrurier   |
| Bronze  | Louis Glineux       |
| 4-129?  | arquers desconeguts |